# Hyundai i20 R5
Hyundai i20 R5 – samochód rajdowy kategorii RC 2, klasy R5 (WRC2), który zadebiutował w sezonie 2016 w Rajdzie Ypres w Belgii.

## Dane techniczne[2]
- Nadwozie - 5-drzwiowe
- Zawieszenie - kolumny McPhersona z przodu i z tyłu
- Pojemność skokowa – 1,6 l
- Silnik turbodoładowany, czterocylindrowy, z bezpośrednim wtryskiem paliwa, wyposażony w ogranicznik dopływu powietrza o średnicy 32 mm (tzw. zwężka) zgodny z regulacją FIA
- Elektronika - Sterownik silnika (ang. ECU) firmy Magneti Marelli i system zarządzania energią (ang. PMS)
- Koła: asfalt 8x18’’, szuter 7x15’’, śnieg 5,5x16’’* (*gdy jest to dozwolone)
- Hamulce brembo, zaciski hamulcowe 4-tłoczkowe, tarcze hamulcowe wentylowane, hamulec ręczny hydrauliczny
- Skrzynia biegów - sekwencyjna, pięciobiegowa